# The Life of a Showgirl
Albums de Taylor Swift
The Tortured Poets Department
(2024)
The Life of a Showgirl est le 12e album studio  de l'auteure-compositrice-interprète américaine Taylor Swift, dont l'annonce est faite en août 2025. Sa sortie est prévue le 3 octobre. Taylor Swift a exclusivement collaboré avec les producteurs suédois Max Martin et Shellback pour cet album, avec lesquels elle avait déjà travaillé sur ses précédents opus Red, 1989 et Reputation.

## Annonce et promotion
The Life of a Showgirl est annoncé le 12 août 2025 par Taylor Swift, lors de son intervention dans le podcast New Heights Show animé par son compagnon, le footballeur américain Travis Kelce. Suite à l'annonce, le podcast a battu le record de vues pour un lancement.
Le choix de passer par le podcast de son compagnon pour en faire la promotion est accueilli dans une relative surprise par la presse internationale. Certains journalistes expliquent que cela montre que les célébrités se passent de plus en plus des médias traditionnels tandis que d'autres déplorent l'association de Swift avec ce qu'ils considèrent être un milieu masculiniste.

## Développement
Taylor Swift déclare avoir travaillé sur cet album durant la section européenne de sa tournée The Eras Tour. Elle s'est inspirée de son expérience de showgirl pour l'écriture.
« Cet album, c'est ce qu'il se passait dans les coulisses, ce que je ressentais pendant cette tournée, c'était exubérant, électrique. J'ai représenté ce qui pour moi était le moment le plus contagieux, joyeux, excitant et dramatique de ma vie. »
— Taylor Swift à propos de l'album sur le podcast New Heights.
L'album a été produit aux côtés de Martin et Shellback, tout deux ayant travaillé avec Taylor Swift sur ses albums Red (2012), 1989 (2014) et Reputation (2017). Le souhait de collaboration entre eux est né à la suite d’une discussion avec Max Martin lors de l’étape du Eras Tour à Stockholm. Taylor affirme s'être rendue en Suède entre les différentes dates de la tournée européenne pour enregistrer l'album. Elle déclare que cet album décrit ce qu'elle a vécu et ressenti lors de la tournée. 
Taylor Swift explique qu'il n'y aura pas de bonus tracks ou de chansons surprises — elle souhaite en effet un album « qui se focalise sur la qualité, sur le thème de l'album où toutes les pièces s'emboîtent à la perfection comme dans un puzzle ». Elle explique également qu'elle a cherché à créer des mélodies contagieuses avec cet album, en contraste avec l'opus précédent (The Tortured Poets Department) concentré plutôt sur une recherche dans l'écriture et la qualité des paroles. 
Cet album est le premier depuis Red pour lequel Taylor n'a pas collaboré avec le producteur américain Jack Antonoff.

## Identité visuelle
À la différence de son album précédent, The Tortured Poets Department (2024), caractérisé par une tonalité plus mélancolique, The Life of a Showgirl se démarque par une esthétique aux couleurs chaudes et flamboyantes. Les photographies utilisées en couverture de l'album ainsi que des variants mais également toutes les photos bonus ont été prises par Mert et Marcus. Swift adopte un style provocateur inspiré des showgirls. Les journalistes décrivent cette identité visuelle comme la plus glamour et flamboyante de sa carrière. La couverture « Sweat and Vanilla Perfume » de l'album est inspirée par la peinture Ophélie des années 1850.

## Impact
Des monuments tels que l'Empire State Building, la gare de Kansas City se sont parés d'orange pour célébrer l'annonce de l'album. National Geographic a publié une story à propos de l'histoire des showgirls. L’annonce de l’album a également suscité des réactions de la part de plusieurs marques et organisations comme M&M’s, Crumbl Cookies, McDonald’s, Dunkin’ Donuts ou encore American Airlines. Celles-ci ont en effet partagé sur leurs réseaux sociaux des publications faisant référence à l’album et à son esthétique orange pailleté.
L’épisode a également établi un nouveau record d’audience pour une première de podcast sur YouTube. Le précédent était détenu par Donald Trump, lors de son passage dans l’émission de Joe Rogan. L'épisode a réuni plus de 1.3 millions de vues durant la première en direct, puis atteint plus de 10 millions de vues sur YouTube en moins de 24 heures, devenant ainsi l'épisode le plus regardé du podcast. Selon Spotify, New Heights a augmenté son taux d'écoute de 3000% et le nombre d'auditeurs de 618%.

## Liste des pistes
| 1.  | The Fate of Ophelia                                  |  |
| 2.  | Elizabeth Taylor                                     |  |
| 3.  | Opalite                                              |  |
| 4.  | Father Figure                                        |  |
| 5.  | Eldest Daughter                                      |  |
| 6.  | Ruin the Friendship                                  |  |
| 7.  | Actually Romantic                                    |  |
| 8.  | Wi$h Li$t                                            |  |
| 9.  | Wood                                                 |  |
| 10. | CANCELLED!                                           |  |
| 11. | Honey                                                |  |
| 12. | The Life of a Showgirl (featuring Sabrina Carpenter) |  |